# Der Roland von Berlin (Zeitschrift)
Der Roland von Berlin war laut einer ihrer Untertitel eine „Wochenschrift für Kultur, Politik, Wirtschaft und Berliner Leute“. Die Zeitschrift erschien – mit Unterbrechungen – auch mit dem Untertitel „Wochenschrift für Kultur, Politik, Wirtschaft und Berliner Leben“ in Berlin anfangs im Selbstverlag. Herausgeber war Walter Kaul, Chefredakteur anfangs Leo Leipziger.
Zu Beginn der Weimarer Republik erschien das Blatt von 1921 bis 1925 unter dem abweichenden Titel Roland. Gesellschaft, Kunst, Finanz und kündete laut ihren Untertiteln als „illustrierte Wochenschrift für Politik, Kunst, Gesellschaft, Theater und Wirtschaft“ oder schlicht als „illustriertes Wochen-Magazin.“ Im Zeitraum von 1922 bis 1925 war Doris Wittner verantwortliche Redakteurin.
Die Zeitschrift erfreute sich bis zu ihrer Einstellung in den 1950er Jahren großer Beliebtheit. Die Inhalte handelten vom politisch-gesellschaftlichen Leben der Zeit. Die aktuelle Lage wurde kritisch hinterfragt und auch so mancher Skandal aufgedeckt. Häufige Konflikte der Zeitschrift mit der damaligen Zensur steigerten die Bekanntheit des Blattes und des Autors.
Die Zeitschrift wurde ab 1947 neu herausgegeben, sie erschien nun bei der Columbia-Verlagsgesellschaft mbH, Berlin W8, und kostete 50 Pfennig.